# Milan Smiljanić
Milan Smiljanić (in serbo Милан Смиљанић?; Kalmar, 19 novembre 1986) è un ex calciatore serbo, di ruolo centrocampista.

## Carriera
Inizia la carriera di professionista nel 2005, nel Partizan, dove le sue buone prove gli valgono la nomina a capitano, nonostante la giovane età.
Nell'estate del 2007 si trasferisce nella Primera División, all'Espanyol di Barcellona.
Ha partecipato ai campionati europei Under-21 del 2007 con la Serbia, con cui ha raggiunto la finale, persa contro l'Olanda.

## Palmarès

### Club

#### Competizioni nazionali
- Campionato serbo: 1

Partizan: 2010-2011
- Coppa di Serbia: 2

Partizan: 2010-2011, 2018-2019